# Спартивенто (Сардиния)
Спартиве́нто (итал. Capo Spartivento) — мыс в Италии, южная оконечность острова Сардиния. Административно относится к коммуне Домус-де-Мария в провинции Южная Сардиния.
Восточная граница залива Теулада, с запада залив ограничен мысом Теулада. Западная граница залива Кальяри Тирренского моря. На мысе находится маяк.
27 ноября 1940 года состоялся бой у мыса Спартивенто.